# Шеллефтеельвен
Шеллефтеельвен (швед. Skellefte älv, також Skellefteälven) — річка на півночі Швеції. Довжина 410 км, площа басейну 11731 км². Бере початок з озера Ікес'яуре, біля кордону Швеції й Норвегії. Тече з північного заходу на південний схід по Норландському узгір'ю, проходить через низку озер, зокрема — через Хурнаван, Удд'яур, Стураван, утворюючи пороги й водоспади, у нижній течії проходить приморською рівниною. Впадає у Ботнічну затоку Балтійського моря. Живлення переважно снігове, витрата води більша влітку, менша — взимку. Середня витрата води близько 162,5 м³/с. Неподалік від гирла — приблизно за 7 км від нього — розташований морський порт Шеллефтео.

## Каскад ГЕС
На річці побудовано каскад ГЕС: мала ГЕС Слагнас, ГЕС Bastusel, ГЕС Grytfors, ГЕС Gallejaur, ГЕС Варгфорс, ГЕС Ренгард, ГЕС Батфорс, ГЕС Фіннфорс, ГЕС Гранфорс, ГЕС Кронгфорс, ГЕС Селсфорс, ГЕС Квістфорсен.

## Галерея

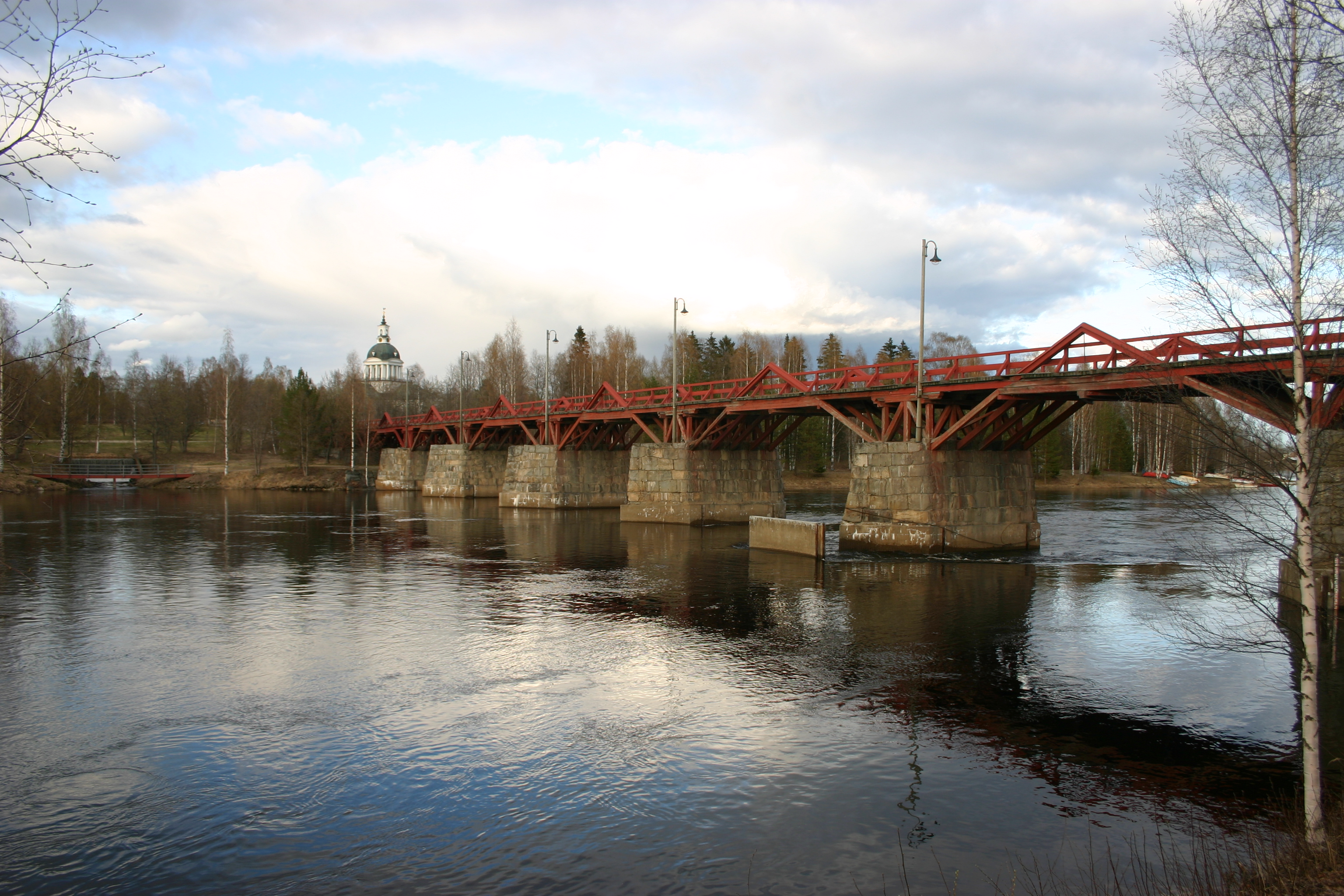
Дерев'яний міст «Лейунстремсбрун»[sv] через річку Шеллефтеельвен у місті Шеллефтео.
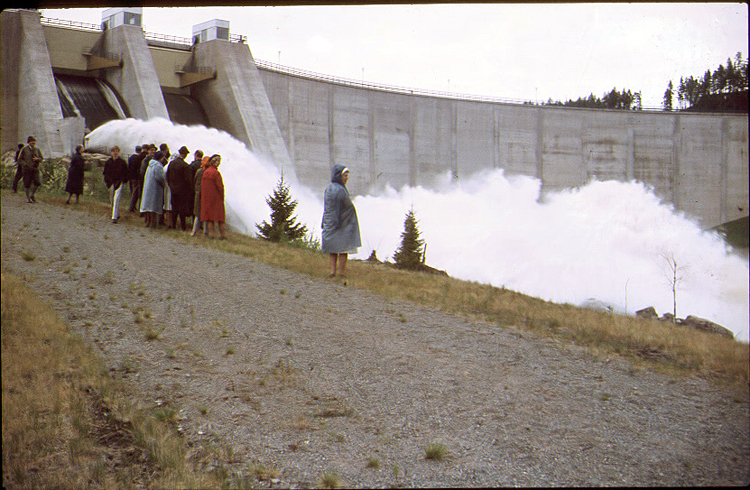
ГЕС Варгфорс на Шеллефтеельвен, комуна Нурше. Фото 1967 року.